# Kshanti
Pour les articles homonymes, voir Patience (homonymie).
Ne doit pas être confondu avec Shanti.
Kshanti (skt. IAST : kṣānti) ou khanti (pali), traduit en tibétain par zopa tibétain : བཟོད་པ་, Wylie : bzod pa, a été traduit par « patience », « tolérance » ou « pardon ». Elle est une des pratiques de perfection ou « vertus transcendantes » (Skt./Pali: paramita) dans les écoles du Bouddhisme Theravada et Mahayana.  
Kshanti est la pratique de l'exercice de la patience envers des comportements ou des situations qui ne le requerraient pas nécessairement — cela est vu comme un choix conscient de pratiquer activement la patience comme une offrande, plutôt que de se trouver dans un état d'oppression dans lequel l'on se sent obligé d'agir de la sorte. 

## Sources canoniques
Des exemples dans le canon pāli identifient l’utilisation de la patience en réponse aux agressions exercées par autrui, qu’il s’agisse de colère, de tromperie, de torture et même d’assauts fatals.

### Versets du Dhammapada
Khanti est le premier mot du Ovada-Patimokkha Gatha (Pāli pour "les versets d'exhortation du Patimokkha"), également trouvé dans le Dhammapada, verset 184:
| Savoir tout supporter patiemment: et maintenir le cap sur la Libération: Telles sont les vertus suprêmes selon les Êtres éveillés. Qui blesse son prochain n’est pas un vrai renonçant. Qui maltraite son prochain, n’est pas un vrai moine. | Khantī paramaṃ tapo tītikkhā Nibbānaṃ paramaṃ vadanti buddhā, Na hi pabbajito parūpaghātī Samaṇo hoti paraṃ viheṭhayanto |

Ailleurs, dans le Dhammapada, on trouve khanti au verset 399:
Il supporte sans colère
Insultes, mauvais traitements, emprisonnement.
Son armée est sa force ;
sa force est l’endurance :
En lui je reconnais
le saint.

## Sources
- Bodhi, Bhikkhu (trans.) (2000). The Connected Discourses of the Buddha: A Translation of the Saṃyutta Nikāya. Somerville, MA: Wisdom Publications.  (ISBN 0-86171-331-1).

- Dhammayut Order in the United States of America (1994). A Chanting Guide. Retrieved 3 Jul 2007 from "Access to Insight" at http://www.accesstoinsight.org/lib/authors/dhammayut/chanting.html.

- Nandisena, Bhikkhu (2000). Khantivadi Jataka (J 313). Retrieved 8 Jul 2007 from "El Centro Mexicano del Buddhismo Theravada" at « http://www.cmbt.org/fdd/khantivadijataka.htm »(Archive.org • Wikiwix • Archive.is • Google • Que faire ?).

- Rhys Davids, T.W. & William Stede (eds.) (1921-5). The Pali Text Society’s Pali–English Dictionary. Chipstead: Pali Text Society. A general on-line search engine for this dictionary is available at http://dsal.uchicago.edu/dictionaries/pali/.

- Rouse, W.H.D. (trans.) and E.B. Cowell (ed.) (1895, 2006). The Jātaka or Stories of the Buddha's Former Births (Vol. II). Cambridge: Cambridge University Press. Retrieved 4 Jul 2007 from "The Internet Sacred Text Archive" at http://www.sacred-texts.com/bud/j2/index.htm.

- Thanissaro Bhikkhu (trans.) (1997a). Brahmanavagga: Brahmans (Dhp XXVI). Retrieved 3 Jul 2007 from "Access to Insight" at http://www.accesstoinsight.org/tipitaka/kn/dhp/dhp.26.than.html.

- Thanissaro Bhikkhu (trans.) (1997b). Buddhavagga: Awakened (Dhp XIV). Retrieved 3 Jul 2007 from "Access to Insight" at http://www.accesstoinsight.org/tipitaka/kn/dhp/dhp.14.than.html.

- Thanissaro Bhikkhu (trans.) (1997c). Kakacupama Sutta: The Simile of the Saw (excerpt) (MN 21). Retrieved 3 Jul 2007 from "Access to Insight" at http://www.accesstoinsight.org/tipitaka/mn/mn.021x.than.html.